# Capanna Cognora
La capanna Cognora è un rifugio alpino situato nel comune di Sonogno, nel Canton Ticino, nella val Vegornèss nelle Alpi Lepontine a 1.938 m s.l.m.

## Storia
Fu inaugurata nel 1986.

## Caratteristiche e informazioni
La capanna è disposta su due piani. Refettorio unico per un totale di 20 posti. Sono a disposizione piani di cottura sia a legna che a gas, completi di utensili di cucina. I servizi igienici e l'acqua corrente sono all'interno dell'edificio. Il riscaldamento è a legna. L'illuminazione è prodotta da pannelli solari. I 18 posti letto sono sistemati in una stanza.

## Accessi
- Sonogno 918 m - Sonogno è raggiungibile anche con i mezzi pubblici. - Tempo di percorrenza: 3,30 ore. - Dislivello: 1.000 metri - Difficoltà: T3.

## Escursioni
- Passo Piatto (2.108 m) (solo esperti) - Tempo di percorrenza: 1,30 ore. - Dislivello: 200 metri - Difficoltà: T3.

## Traversate
- Capanna Barone 4 ore
- Capanna Alpe Sponda 4,30 ore
- Capanna Efra 8 ore